# Reproduktionssystem der Planarien

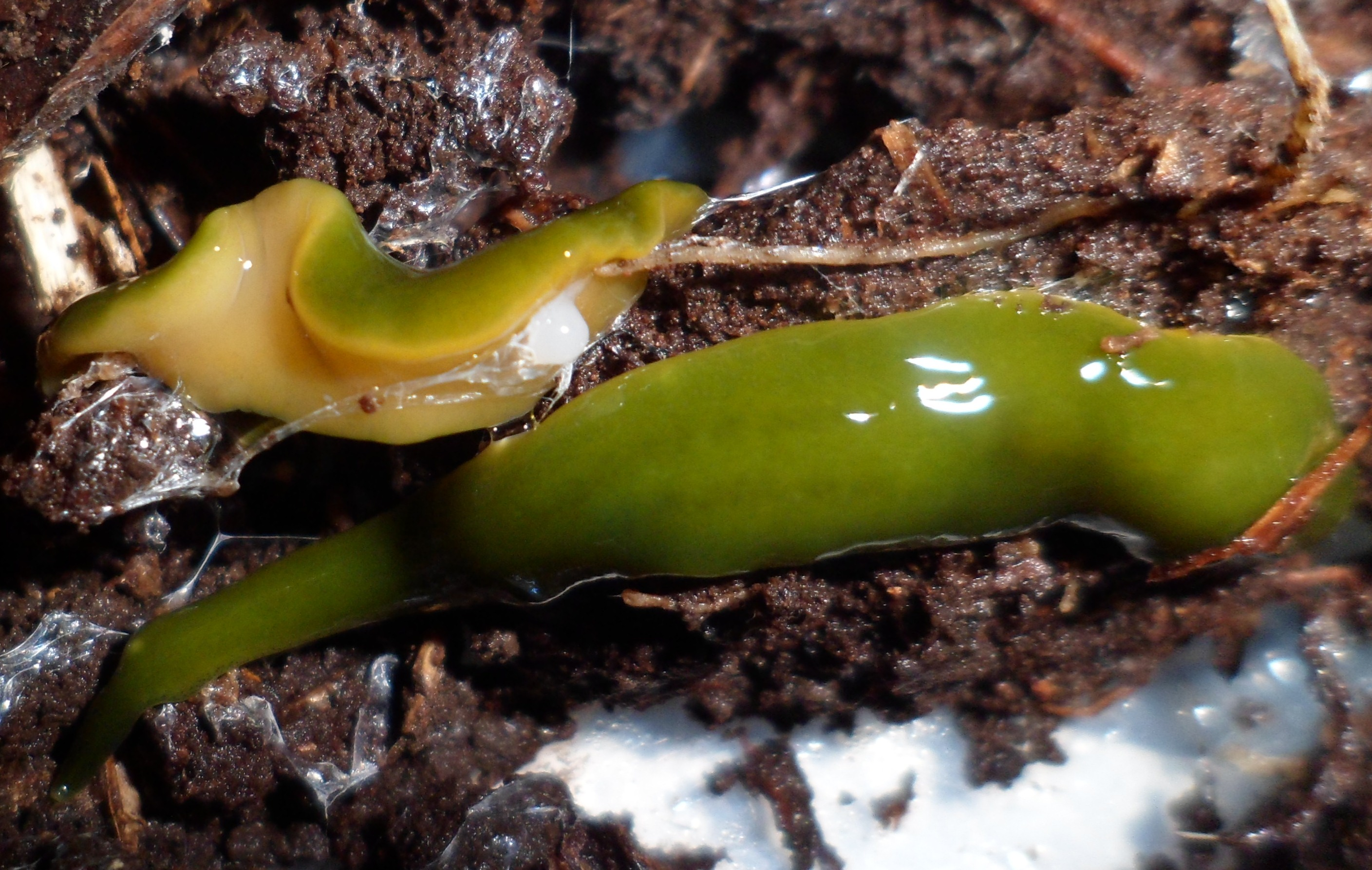
Zwei Individuen der Art Obama ladislavii nach der Paarung. Die weiße Struktur beim oberen Tier ist die ausgefahrene Penispapille.

Das Reproduktionssystem der Planarien ist bei den verschiedenen Familien der Planarien in großen Teilen identisch, auch wenn die einzelnen Strukturen sich in ihrer Ausbildung unterscheiden können. Nahezu alle Planarien sind zwittrig, jedes Individuum besitzt also sowohl männliche als auch weibliche Geschlechtsorgane. Beide haben eine gemeinsame Geschlechtsöffnung, den Gonoporus, welcher sich auf der Bauchseite in der hinteren Hälfte des Körpers befindet.

## Männlicher Bereich des Reproduktionssystems

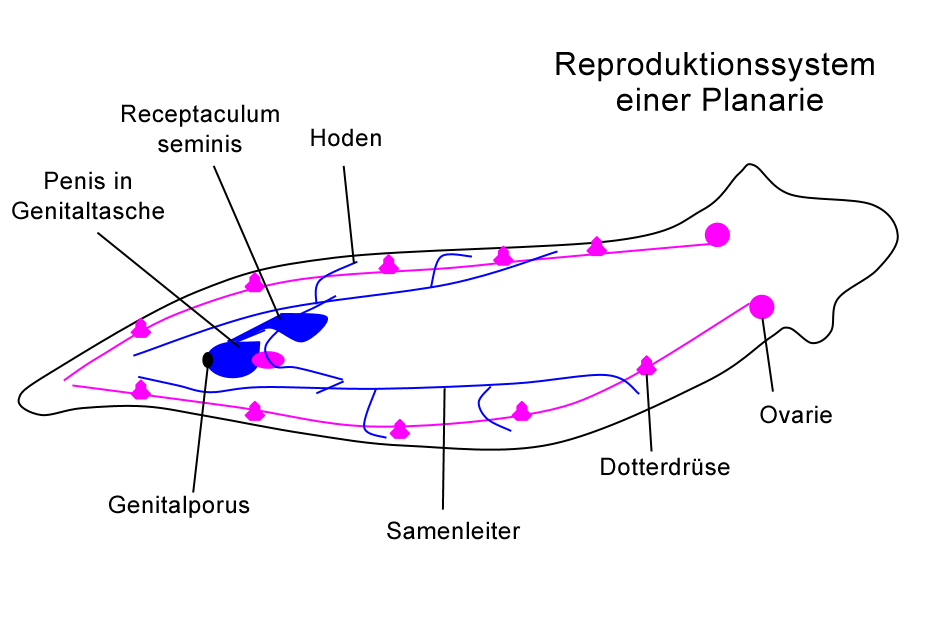
Schematische Übersicht des Reproduktionssystems einer Süßwasserplanarie

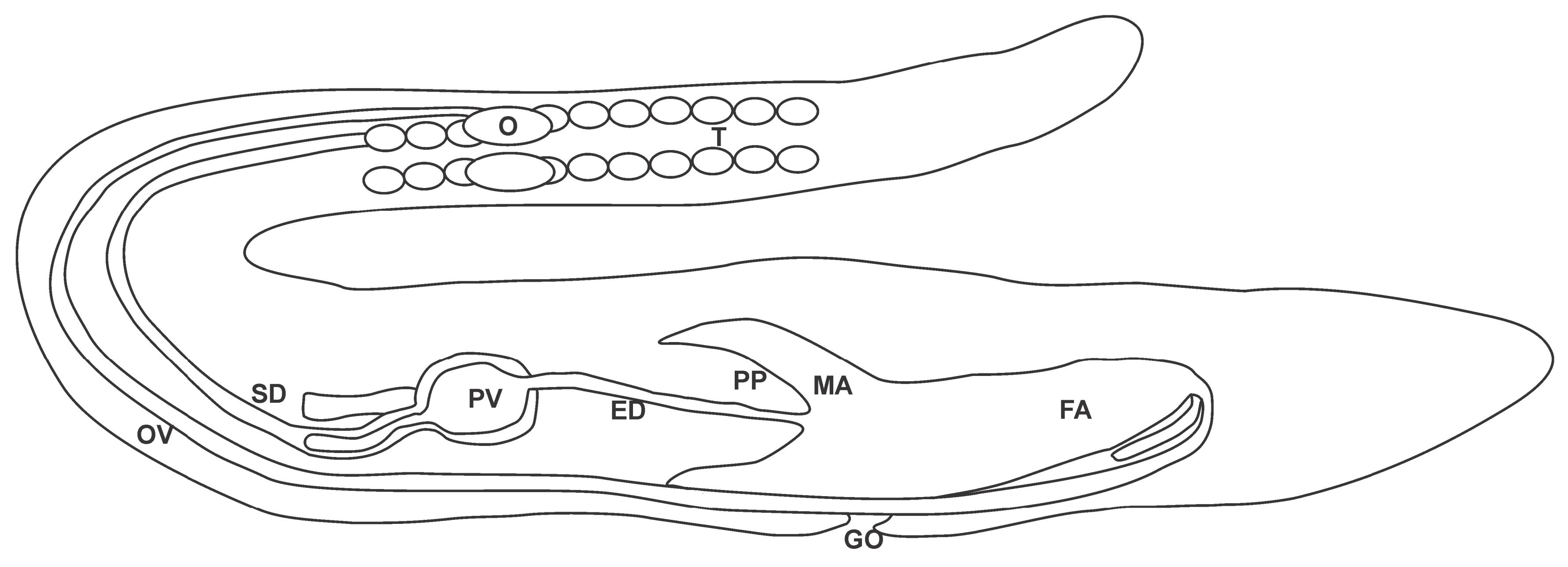
Vereinfachte Darstellung der Reproduktionssystems einer Landplanarie: ED – Ejakulationskanal, FA – weibliches Atrium, GO – Gonoporus, MA – männliches Atrium, O – Ovarien, OV – Eileiter, PP – Penispapille, PV – Prostatavesikel, SD – Samenleiter, T – Testikel

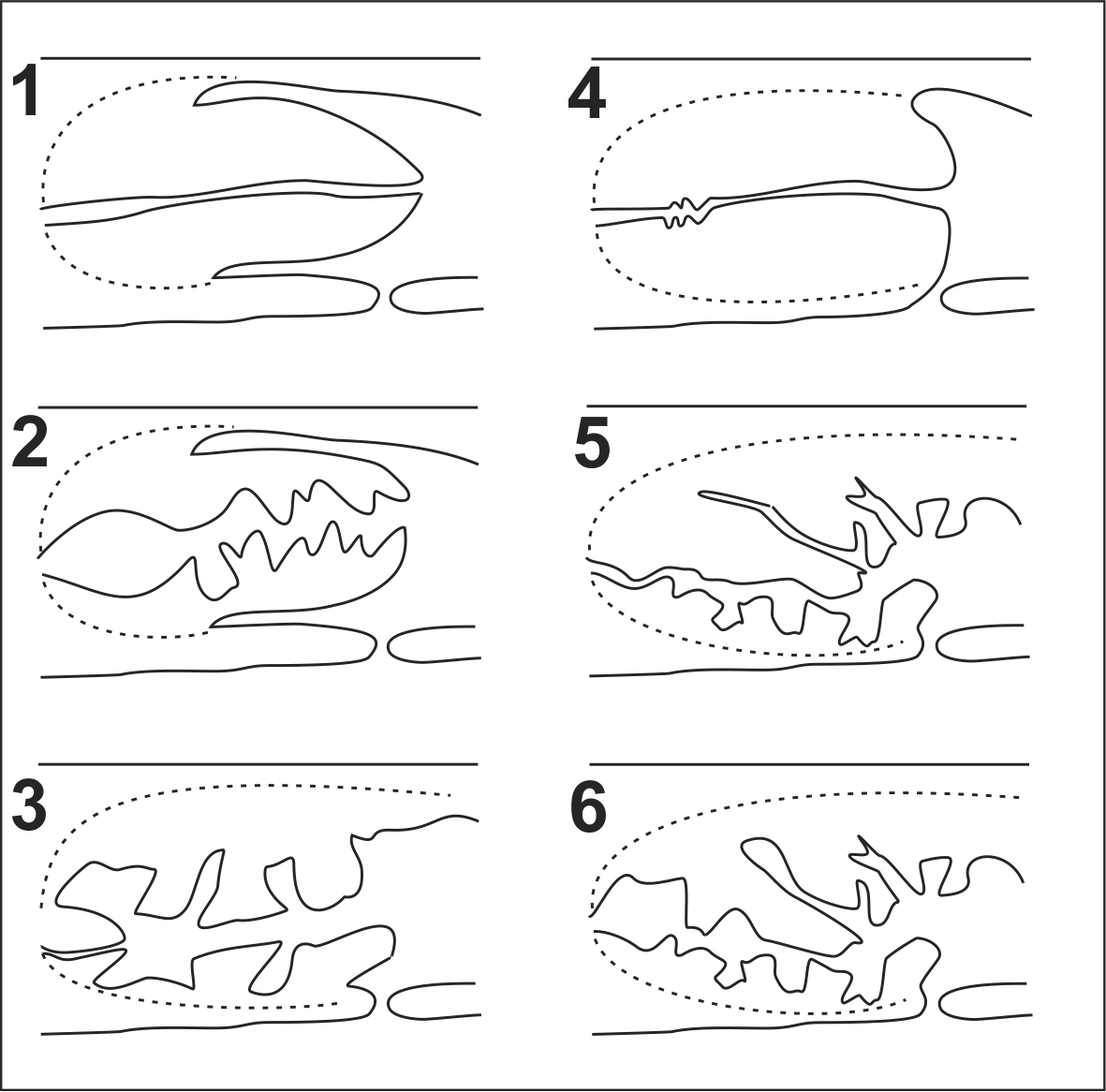
6 Penisformen, die bei Landplanarien gefunden werden können: (1) permanente Penispapille, hervorstehender Penis; (2) scheinbare Penispapille; (3) intraantrale Penispapille; (4) invertierter Penis; (5) fehlende Penispapille mit Ejakulationskanal; (6) fehlende Penispapille ohne Ejakulationskanal

Zum männlichen Bereich des Reproduktionssystems der Planarien gehören einige Testikel, die sich im gesamten Körper in zwei oder mehr Reihen verteilen, wobei sie sich in der Regel hauptsächlich in den vorderen zwei Dritteln des Körpers befinden, obwohl sie auch bis kurz vorm Hinterende gefunden werden können. Die Testikel sind über ein Paar Samenleiter, die nach hinten verlaufen, mit dem Gonoporus verbunden.
In manchen Artgruppen vereinen sich die Samenleiter distal zu einem Ejakulationskanal, der in einer Körperhöhle, dem sogenannten männlichen Atrium, mündet. Bei anderen Gruppen, wie den Landplanarien, münden sie im Prostatavesikel, einem Drüsenorgan, das sich ebenfalls von hinten mit dem männlichen Atrium verbunden ist, oftmals ebenfalls über einen Ejakulationskanal. Das männliche Atrium befindet sich anatomisch im hinteren Bereich hinter dem Gonoporus.
Mit dem Ejakulationskanal ist normalerweise eine Struktur verbunden, die sich aus Falten in den Wänden des männlichen Atriums bildet, der „Penispapille“. Die Penispapille ist eine dauerhaft vorliegende Struktur, die einen Teil des oder das gesamte männlich Atrium einnimmt und bei der Begattung hervorsteht, weshalb sie auch „protrusible penis“ (dt. „hervorstehender Penis“) genannt wird. Bei Arten ohne Penispapille formt sich ein temporärer Penis aus den Wänden des männlichen Atriums, ein „eversible penis“ (dt. „umkehrbarer Penis“).
Bei Landplanarien kann der Aufbau des männlichen Atriums bei verschiedenen Gattungen stark variieren. Die häufigsten Formen sind:
- Permanent oder true penis papilla (Permanente oder echte Penispapille): Dies ist eine große penisartige Faltung, die das gesamte oder einen Großteil des männlich Atriums einnimmt und mit einem Ejakulationskanal verbunden ist. Sie wird unter anderem bei den Gattungen Geoplana, Obama, Cratera, Paraba, Polycladus und Microplana gefunden.
- Apparent penis papilla (Offensichtliche Penispapille): Sie hat einen ähnlichen Aufbau wie die echte Penispapille, nur dass statt eines Ejakulationskanals eine weitere Ejakulationshöhle vorliegt. Die Gattung Matuxia weist diese Struktur auf.
- Intra-antral penis papilla (Intraantrale Penispapille): Sie wirkt wie die kleinere Version der echten Penispapille, die als konische Struktur im männlichen Atrium erkannt werden kann, die mit unregelmäßigen Falten besetzt ist. Diese Struktur liegt beispielsweise bei den Gattungen Amaga and Endeavouria vor.
- Inverted penis (Umgedrehter Penis): Dies ist eine Struktur, die den größten Teil des männlichen Atriums ausfüllt und einen engen Kanal als Verbindung zum Prastatavesikel übrig lässt, die wie ein Ejakulationskanal wirkt. Der Kanal wird bei der Begattung nach außen gedrückt und wird zur Außenwand der Penisstruktur. Diese Struktur findet man zum Beispiel bei der Art Choeradoplana minima.
- Absent penis papilla (Fehlende Penispapille): Im männlichen Atrium fehlt eine dauerhafte penisartige Struktur, so dass herausstülpbarer Penis enthalten sein kann und das Atrium mit unregelmäßigen Faltungen gefüllt ist. Ein Ejakulationskanal kann vorliegen (z. B. Pasipha, Imbira und Luteostriata) oder fehlen (wie bei Notogynaphallia).

## Weiblicher Bereich des Reproduktionssystems
Der weibliche Bereich des Reproduktionssystems bei Planarien wird aus zwei Ovarien im vorderen Körperbereich gebildet. Von dort verlaufen zwei Eileiter (genauer die Ovovitellin-Kanäle) in Richtung des Gonoporus. Mit diesen Kanälen sind zudem Dotterdrüsen verbunden.
Nah am Gonoporus erreichen die Kanäle eine Höhle, das weibliche Atrium, das anatomisch hinter dem Gonoporus liegt. Teilweise vereinen sich die Kanäle vorher zu einem Kanal, teilweise nicht, bevor sie ins Atrium münden. Der distale Teil der Ovovitellin-Kanäle ist in der Regel von Drüsen umgeben, die Sekrete für die Bildung einer Eihülle abgeben, die bei Planarien auch Kokon genannt werden.

## Zusätzliche Strukturen

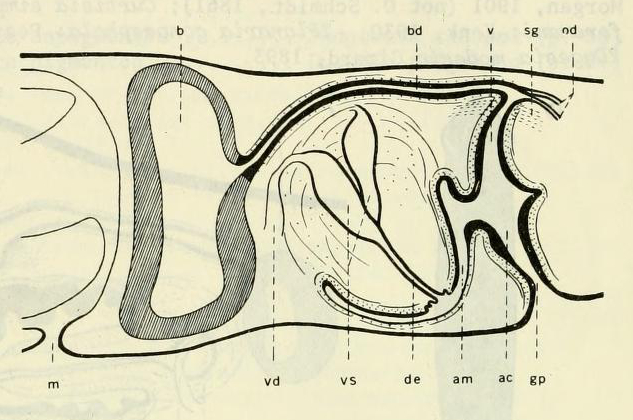
Reproduktionssystem von Dugesia tigrina. Die große taschenartige Struktur auf der linken Seite ist die Bursa copulatrix.

Eine zusätzliche Struktur des Reproduktionssystems der Planarien, die normalerweise sowohl in Süßwasser- als auch in marinen Planarienarten gefunden werden kann, ist die Bursa copulatrix, in welcher Sperma nach der Begattung gespeichert werden kann. Manche Planarien (wie die Gattungen Planaria, Artioposthia, Arthurdendyus, Coleocephalus und Newzealandia) haben eine Reihe von fingerartigen Vorsprüngen, die sogenannten Adenodactyle, in der Nähe des männlichen und weiblichen Atriums. Adenodactyle haben Drüsen und produzieren Sekrete, die vermutlich bei der Reproduktion vorteilhaft sind.